# Alexander Stirling Calder

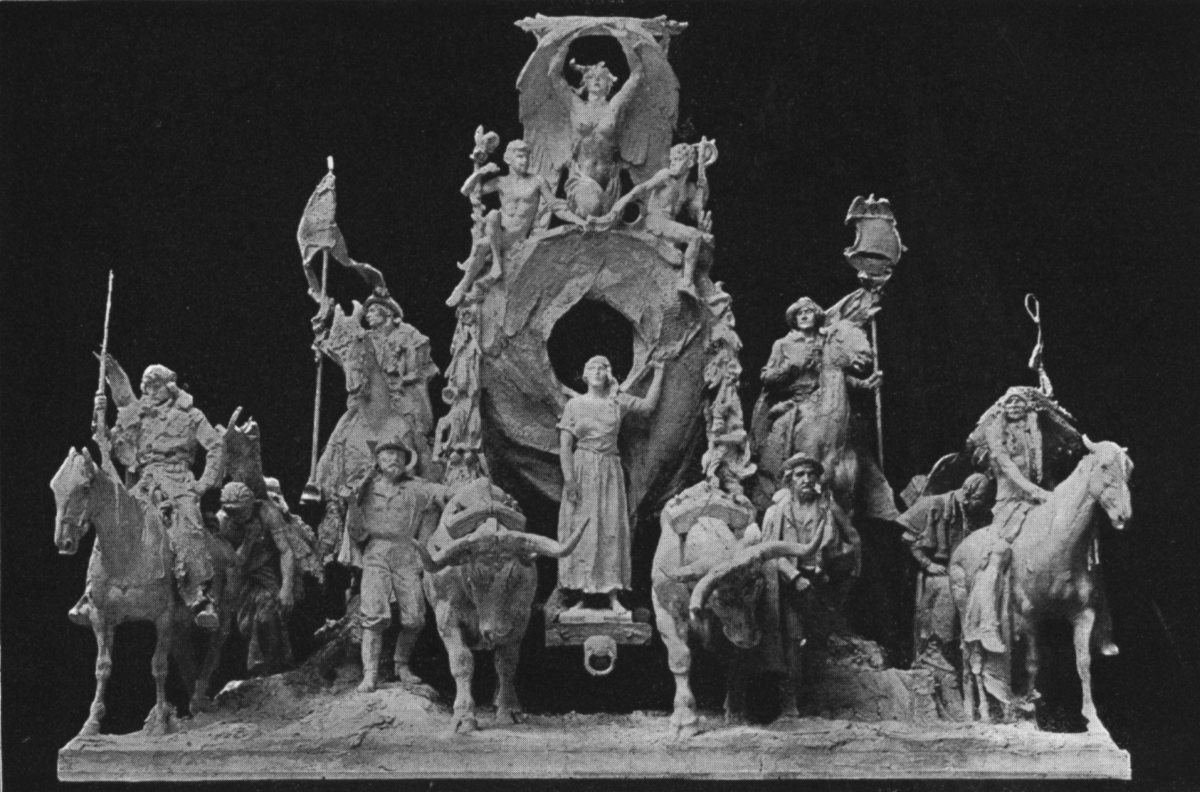
"Las Naciones del Oeste" (conocido popularmente como "Los Pioneros"), diseñado por Alexander Stirling Calder y modelado por el propio Calder, F.G.R. Roth y Leo Lentelli.

Alexander Stirling Calder (11 de enero de 1870 - 7 de enero de 1945) fue un escultor estadounidense, nacido en Filadelfia, Pensilvania. Fue hijo de Alexander Milne Calder y padre del célebre escultor kinético Alexander Calder.